# Футог
Футог је градско насеље које се налази у саставу града Новог Сада у Јужнобачком округу. Према попису из 2022. било је 18.011 становника.

## Географски положај
Футог је варош на левој обали Дунава, на алувијалној тераси, лоцирано на 82 m надморске висине, 6–7 km удаљен од Новог Сада. Налази се на југу Бачке (Србија). Сматра се да је добио име по томе што је био смештен између два потока, утоке, због чега је назван Futtak (Футог). Налази се на средини тока реке Дунав. Футог се граничи са градом Новим Садом и Ветерником на истоку, Руменком на североистоку, Кисачом и Степановићевом на северу, Бачким Петровцем на северозападу и Бегечом на западу, док је јужно од Футога река Дунав (са друге стране Дунава лоцирана су насеља Беочин и Черевић). Атар Футога дугачак је 8 km. Површина ове територије износи 8.561 ha. Број становника је 18.269.
Насеље Футог чине Стари и Нови Футог. У саставу Футога налази се и изграђена зона јужно од пута Нови Сад - Руменка, у коју спадају насеље Бангладеш и западни делови Сајлова. Ово подручје, иако административно припада Футогу, нема директну саобраћајну везу са централним делом насеља Футог.

### Рељеф
Атар Футога се простире на лесној тераси, алувијалној равни и инундационој равни. Крај Футога се налазе две аде, док је један рукавац претворен у рибњак. Клима је умереноконтинентална, условљена близином Фрушке горе и Дунава. Ветрови су кошава, западни и поветарац. Количина падавина износи 700 mm годишње.

## Биљне културе
На подручју Футога се узгајају кукуруз, пшеница, индустријско биље, повртарске биљке и купус - по коме је ово место и најпознатије. 10% Футожана се бави пољопривредом. Животиње које се могу наћи у футошком атару су зечеви, лисице, фазани, јаребице, као и шарани у Дунаву.

## Хидрографија
Јужно од Футога протиче река Дунав, а у насељу постоји и рибњак.

## Историја

### Најстарија прошлост
Археолошка налазишта на подручју Футога су локалитети Сесије, Горње шуме, Водице, Боктерница и Пашњак. Иако су Словени у Бачкој присутни од касноантичког периода, налази трагова Словена датирају из IX века. Старомађарски материјал потиче из X века.

### Касни средњи век
Ово је старо насеље које се, као утврђење, помиње још 1250. године. Футог је био посед породице Футаки (XIV век) и Јоба Горјанског (средина XV века).

### Османско царство
Насеље је било под Османском влашћу од 1528/9. до 1686/7. године. У овом раздобљу, Футог је посетио османски путописац Евлија Челебија, који о Футогу пише: "То је сада војводалук на територији Сегединског санџака. Тврђава се налази на обали ријеке Дунава. То је четвороугаона паланка са зидовима направљеним од насипа. Ту се налази заповједник града (диздар) са осамдесет чланова градске посаде, јањичарски сердар и наиб бачког кадилука. Других власти нема. Ту постоје само четири муслиманске богомоље. Једна је Сулејман-ханова џамија, а остало су месџиди. Има око сто осамдесет ћеремитом покривених сиротињских кућа".

### Нови век
Футог постаје део Хабзбуршке монархије од 1686/7. године и административно је био у саставу Бачко-бодрошке жупаније и Хабзбуршке Краљевина Угарска. Од 1696. године бира се футошки кнез (све до 1868.). Имао је симболичну улогу, биран је обично једанпут годишње. Већ почетком 18. века, Футог постаје значајно трговиште, а ускоро је у њему подигнута и војна болница. Познати су били футошки новембарски вашари на које су долазили чак и персијски, турски, јерменски и македонски трговци. Неки аутори их пореде и са лајпцишким вашарима.
Поседник Футога је била Краљевска Комора 1686/7-1703, а затим Генерал барон Јозеф Нехем 1703-1721. Потом је насеље било у поседу грофа Батлера, а након тога грофа Цернхауса. 1726. је под Комором. Поседници Футога у наредном периоду били су: Јозеф Одвајер (1727-1731), Гроф Фрифрих Лоренц Кавријан (1731-1744), Михаило Чарнојевић (1744-1769), Гроф Андраш Хадик (1769-1801), Гроф Брунсвик (1801-1852) и Гроф Котек 1852-1921.
Прва званична школа у Футогу, по забележеним подацима, почела је да ради већ 1707. године. Први учитељ тада отворене школе био је поп Јанко, који је поред учења црквеног појања подучавао своје ученике и основама писмености. Школа је окупљала мањи број младића из места, а по забележеним подацима, поп Јанко је имао уписаног и једног ученика из сремског места Черевић са друге стране Дунава.
У другој половини 18. века почела је колонизација Немаца у Футог, која је завршена 1774. године. Бечки двор је својом политиком настојао да у овим крајевима ојача свој утицај те је поред осталих значајних војвођанских места одабрао и Футог као место у које би населио своје верне поданике. Како би придошлице — које су староседеоци примали са отпором и неповерењем — што чвршће везали за нови крај, аустријска власт им је чинила многе повластице и давала сваковрсне помоћи. Спроводећи овакву политику у дело, футошки властелин гроф Хадик је 1778. године досељеним Немцима саградио школу.
Да би се супротставили све већем утицају Немаца, Срби који су живели у Футогу почели су да воде рачуна о културно-просветном уздизању свог живља. Мала школа, која је окупљала неколико младића, проширена је и на тај начин је створена могућност елементарног описмењавања већег дела локалног становништва. Започело је и поступно одвајање школе и њеног рада од цркве. Учитељским позивом и радом у школи почињу се бавити људи којима је то животни позив, док се утицај цркве и свештеника задржао у домену поуке о вери. Проширење школе подразумевало је повећање школског простора те је подигнуто неколико школских зграда.
Већи део досељених Немаца живео је у новоформираном насељу које је названо Нови Футог (на западу), док су Срби претежно живели у Старом Футогу (на истоку). Зато су, почев од колонизације па све до краја Другог светског рата, у месту радиле две школе. Немци су се овде задржали до краја Другог светског рата, када напуштају Југославију.

### Јужнословенске државе
25. 11. 1918. Футог је заједно са остатком Бачке, Банатом и Барањом постао део Краљевине Срба, Хрвата и Словенаца, одлуком Велике Народне скупштине у Новом Саду. 1921. године извршена је аграрна реформа.
До пред Други светски рат у Футогу је живело преко 9.000 људи, од чега око 4.000 Немаца.
Према подацима из 1940. године у месту је радило 12 учитеља са 12 одељења у којима је било око 400 деце. Први дани након ослобођења крајем октобра 1944. године затекли су Футог више него полупразан. У јануарским данима 1945. године, још док су трајале борбе на Сремском фронту, формирана су нова школска одељења и тако је почела да ради нова школа. У тим данима школа је имала мали број деце, али се радило много и за кратко време остварени су значајни резултати. Током 1945. и 1946. године, новом колонизацијом, у Футог су стигле породице из Срема и Босне, тако да се бројно стање ученика у одељењима вратило на предратно стање. Тих дана у Футогу је основана и прва средња школа - прогимназија, која је имала три разреда.
Важне промене настају настају од шездесетих година 20. века, када Нови Сад до Футога шири урбану зону и Футог постаје типично приградско насеље у којем се све мање становника бави пољопривредом, а све више их се запошљава у Новом Саду. Временом град овамо измешта и неке своје урбане функције, тако да Футог постаје и град секундарног значаја унутар новосадске урбане зоне. Године 1953. пољопривредом се бавило 72,9% активног становништва, а 2002. само 5,5%.

### Историја школства
У послератним годинама школа је обавила велику и значајну мисију. Поред рада са децом редовног узраста, радило се и са великим бројем деце и омладине чије је школовање било ометено ратом. Већи број полуписмених и неписмених мештана био је обухваћен аналфабетским течајевима на којима је савладао основе писмености. Живот Футога је у то време био обележен замахом образовања и васпитања. Поред школских задатака учињени су напори и остварени значајни резултати на општем културном пољу. Такав развој ситуације довео је до стварног остваривања грађана на основно образовање, али и до повећаног обима захтева и послова које је школа требало да реализује. Зато је у Футогу 1950. године од основне четвороразредне школе и Прогимназије створена јединствена осморазредна школа којом је обезбеђено школовање све деце у трајању од осам година. Званично, школа је основана актом Скупштине општине Нови Сад, бр. 9994-22 од 22. 08. 1950. године, и уписана је у судски регистар код Окружног привредног суда у Новом Саду Решењем бр. 338 од 1979. године, Регистар. лист бр. 1-237. До 1954. и 1955. радило се са 15 одељења и са око 600 ученика, а све до 1956. године ова школа није имала име. Тада је, на предлог колектива, Школски одбор одлучио да школа добије име народног хероја Пинкија.
Године 1968. изграђена је савремена школска зграда са фискултурном салом на локацији на којој се школа сада налази. У том периоду, у овој школи се школовало готово 1700 ученика што је — упркос новој згради — представљало озбиљан проблем. Ипак, 1985. године изграђена је у Футогу још једна школска зграда у коју су се преселили део ученика и део колектива. Тако је Футог добио још једну основну школу — ОШ „Мирослав Антић“.

### Историја привреде
Драгомир Лалин је подигао две фабрике у Футогу, "Гарант" и "Милан Видак" 1951 године.
"Милан Видак" је била фабрика жице и жичаних производа која је снабдевала Балкан следећих 40 година, посебно позната по томе што је снабдевала градњу читавог Новог Београда. Пожртвованим радом, Драгомир Лалин је исто тако подигао фабрику "Арома" у класу колектива који су били цењени на целом подручју Југославије. Потребно је поменути сарадњу са америчком компанијом Генерал Фоодс која је донела безалкохолно пиће, прашкасти сок "Танг" на југословенско тржиште.

## Демографија
У насељу Футог живи 18.011 становника, просечна старост становништва износи 37,7 година (36,7 код мушкараца и 38,6 код жена). У насељу има 6.135 домаћинства, а просечан број чланова по домаћинству је 3,57.
Ово насеље је великим делом насељено Србима (према попису из 2022. године). Већину чине Срби из Босне и Херцеговине и Срби из Хрватске који су насељавали Футог у временском периоду од завршетка Другог светског рата доласком колониста и касније економских миграната из Босне и Херцеговине, па све до доласка избеглица током рата у Босни и Херцеговини и рата у Хрватској. Староседеоци војвођански Срби и други народи су сведени на минорни број у Футогу.
| Етнички састав према попису из 2022.‍ | Етнички састав према попису из 2022.‍ | Етнички састав према попису из 2022.‍ | Етнички састав према попису из 2022.‍ | Етнички састав према попису из 2022.‍ |
| ------------------------------------ | ------------------------------------ | ------------------------------------ | ------------------------------------ | ------------------------------------ |
|                                      |                                      |                                      |                                      |                                      |
| Срби                                 | Срби                                 |                                      | 15.828                               | 87,87%                               |
| Роми                                 | Роми                                 |                                      | 258                                  | 1,43%                                |
| Мађари                               | Мађари                               |                                      | 205                                  | 1,13%                                |
| Словаци                              | Словаци                              |                                      | 103                                  | 0,57%                                |
| Хрвати                               | Хрвати                               |                                      | 90                                   | 0,49%                                |
| Југословени                          | Југословени                          |                                      | 79                                   | 0,43%                                |
| Русини                               | Русини                               |                                      | 40                                   | 0,22%                                |
| Муслимани                            | Муслимани                            |                                      | 30                                   | 0,16%                                |
| Руси                                 | Руси                                 |                                      | 29                                   | 0,16%                                |
| Црногорци                            | Црногорци                            |                                      | 20                                   | 0,11%                                |
| Украјинци                            | Украјинци                            |                                      | 15                                   | 0,08%                                |
| Словенци                             | Словенци                             |                                      | 13                                   | 0,07%                                |
| Немци                                | Немци                                |                                      | 12                                   | 0,06%                                |
| Македонци                            | Македонци                            |                                      | 12                                   | 0,06%                                |
| Албанци                              | Албанци                              |                                      | 12                                   | 0,06%                                |
| Бугари                               | Бугари                               |                                      | 6                                    | 0,03%                                |
| Горанци                              | Горанци                              |                                      | 6                                    | 0,03%                                |
| Буњевци                              | Буњевци                              |                                      | 5                                    | 0,02%                                |
| Бошњаци                              | Бошњаци                              |                                      | 3                                    | 0,01%                                |
| Остале националности                 | Остале националности                 |                                      | 39                                   | 0,21%                                |
| Регионална припадност                | Регионална припадност                |                                      | 101                                  | 0,56%                                |
| Неизјашњени                          | Неизјашњени                          |                                      | 359                                  | 1,99%                                |
| Непознато                            | Непознато                            |                                      | 745                                  | 4,13%                                |

|             | \| Демографија[4] \| Демографија[4] \| Демографија[4] \| \| Година \| Становника \| Становника \| \| -------------- \| -------------- \| -------------- \| \| 1948. \| 5.366 \| \| \| 1953. \| 6.049 \| \| \| 1961. \| 8.256 \| \| \| 1971. \| 10.614 \| \| \| 1981. \| 14.664 \| \| \| 1991. \| 16.048 \| 15.569 \| \| 2002. \| 18.582 \| 19.276 \| \| 2011. \| 18.641 \| \| \| 2022. \| 18.011 \| \| |            |
| Демографија | |            |
| Година      | Становника | Становника |
| 1948.       | 5.366 |            |
| 1953.       | 6.049 |            |
| 1961.       | 8.256 |            |
| 1971.       | 10.614 |            |
| 1981.       | 14.664 |            |
| 1991.       | 16.048 | 15.569     |
| 2002.       | 18.582 | 19.276     |
| 2011.       | 18.641 |            |
| 2022.       | 18.011 |            |

| Етнички састав према попису из 2002.‍ | Етнички састав према попису из 2002.‍ | Етнички састав према попису из 2002.‍ | Етнички састав према попису из 2002.‍ | Етнички састав према попису из 2002.‍ |
| ------------------------------------ | ------------------------------------ | ------------------------------------ | ------------------------------------ | ------------------------------------ |
|                                      |                                      |                                      |                                      |                                      |
| Срби                                 | Срби                                 |                                      | 16.828                               | 90,56%                               |
| Мађари                               | Мађари                               |                                      | 279                                  | 1,50%                                |
| Југословени                          | Југословени                          |                                      | 226                                  | 1,21%                                |
| Хрвати                               | Хрвати                               |                                      | 152                                  | 0,81%                                |
| Словаци                              | Словаци                              |                                      | 147                                  | 0,79%                                |
| Роми                                 | Роми                                 |                                      | 107                                  | 0,57%                                |
| Црногорци                            | Црногорци                            |                                      | 68                                   | 0,36%                                |
| Русини                               | Русини                               |                                      | 38                                   | 0,20%                                |
| Македонци                            | Македонци                            |                                      | 31                                   | 0,16%                                |
| Немци                                | Немци                                |                                      | 24                                   | 0,12%                                |
| Украјинци                            | Украјинци                            |                                      | 17                                   | 0,09%                                |
| Муслимани                            | Муслимани                            |                                      | 15                                   | 0,08%                                |
| Руси                                 | Руси                                 |                                      | 11                                   | 0,05%                                |
| Словенци                             | Словенци                             |                                      | 9                                    | 0,04%                                |
| Румуни                               | Румуни                               |                                      | 9                                    | 0,04%                                |
| Чеси                                 | Чеси                                 |                                      | 8                                    | 0,04%                                |
| Бугари                               | Бугари                               |                                      | 6                                    | 0,03%                                |
| Горанци                              | Горанци                              |                                      | 4                                    | 0,02%                                |
| Буњевци                              | Буњевци                              |                                      | 4                                    | 0,02%                                |
| Бошњаци                              | Бошњаци                              |                                      | 1                                    | 0,00%                                |
| Албанци                              | Албанци                              |                                      | 1                                    | 0,00%                                |
| Непознато                            | Непознато                            |                                      | 200                                  | 1,07%                                |

| \| \| м \| \| \| ж \| \| ? \| 62 \| \| \| 55 \| \| 80+ \| 88 \| \| \| 196 \| \| 75—79 \| 108 \| \| \| 270 \| \| 70—74 \| 281 \| \| \| 359 \| \| 65—69 \| 390 \| \| \| 480 \| \| 60—64 \| 518 \| \| \| 527 \| \| 55—59 \| 465 \| \| \| 422 \| \| 50—54 \| 783 \| \| \| 717 \| \| 45—49 \| 770 \| \| \| 813 \| \| 40—44 \| 687 \| \| \| 723 \| \| 35—39 \| 589 \| \| \| 636 \| \| 30—34 \| 632 \| \| \| 602 \| \| 25—29 \| 742 \| \| \| 712 \| \| 20—24 \| 708 \| \| \| 743 \| \| 15—19 \| 666 \| \| \| 668 \| \| 10—14 \| 598 \| \| \| 577 \| \| 5—9 \| 555 \| \| \| 515 \| \| 0—4 \| 472 \| \| \| 453 \| \| Просек : \| 36,7 \| \| \| 38,6 \| |      |  |  |      |
| |      |  |  |      |
| | м    |  |  | ж    |
| ? | 62   |  |  | 55   |
| 80+ | 88   |  |  | 196  |
| 75—79 | 108  |  |  | 270  |
| 70—74 | 281  |  |  | 359  |
| 65—69 | 390  |  |  | 480  |
| 60—64 | 518  |  |  | 527  |
| 55—59 | 465  |  |  | 422  |
| 50—54 | 783  |  |  | 717  |
| 45—49 | 770  |  |  | 813  |
| 40—44 | 687  |  |  | 723  |
| 35—39 | 589  |  |  | 636  |
| 30—34 | 632  |  |  | 602  |
| 25—29 | 742  |  |  | 712  |
| 20—24 | 708  |  |  | 743  |
| 15—19 | 666  |  |  | 668  |
| 10—14 | 598  |  |  | 577  |
| 5—9 | 555  |  |  | 515  |
| 0—4 | 472  |  |  | 453  |
| Просек : | 36,7 |  |  | 38,6 |

| Година пописа     | 1948. | 1953. | 1961. | 1971. | 1981. | 1991. | 2002. |
| ----------------- | ----- | ----- | ----- | ----- | ----- | ----- | ----- |
| Број домаћинстава | 1.459 | 1.685 | 2.399 | 3.076 | 4.451 | 4.828 | 5.493 |

| Број чланова      | 1   | 2     | 3     | 4     | 5   | 6   | 7  | 8  | 9 | 10 и више | Просек |
| ----------------- | --- | ----- | ----- | ----- | --- | --- | -- | -- | - | --------- | ------ |
| Број домаћинстава | 687 | 1.062 | 1.092 | 1.644 | 596 | 284 | 81 | 27 | 9 | 11        | 3,34   |

| Пол    | Укупно | Неожењен/Неудата | Ожењен/Удата | Удовац/Удовица | Разведен/Разведена | Непознато |
| ------ | ------ | ---------------- | ------------ | -------------- | ------------------ | --------- |
| Мушки  | 7.489  | 2.327            | 4.644        | 276            | 235                | 7         |
| Женски | 7.923  | 1.795            | 4.692        | 1.144          | 286                | 6         |
| УКУПНО | 15.412 | 4.122            | 9.336        | 1.420          | 521                | 13        |

| Пол    | Укупно                    | Пољопривреда, лов и шумарство | Рибарство                            | Вађење руде и камена | Прерађивачка индустрија       |
| ------ | ------------------------- | ----------------------------- | ------------------------------------ | -------------------- | ----------------------------- |
| Мушки  | 3.504                     | 244                           | 13                                   | 10                   | 1.187                         |
| Женски | 2.827                     | 91                            | 1                                    | 2                    | 713                           |
| Укупно | 6.331                     | 335                           | 14                                   | 12                   | 1.900                         |
|        |                           |                               |                                      |                      |                               |
| Пол    | Производња и снабдевање   | Грађевинарство                | Трговина                             | Хотели и ресторани   | Саобраћај, складиштење и везе |
| Мушки  | 74                        | 324                           | 561                                  | 46                   | 429                           |
| Женски | 14                        | 54                            | 642                                  | 100                  | 73                            |
| Укупно | 88                        | 378                           | 1.203                                | 146                  | 502                           |
|        |                           |                               |                                      |                      |                               |
| Пол    | Финансијско посредовање   | Некретнине                    | Државна управа и одбрана             | Образовање           | Здравствени и социјални рад   |
| Мушки  | 25                        | 70                            | 124                                  | 107                  | 77                            |
| Женски | 70                        | 101                           | 90                                   | 243                  | 523                           |
| Укупно | 95                        | 171                           | 214                                  | 350                  | 600                           |
|        |                           |                               |                                      |                      |                               |
| Пол    | Остале услужне активности | Приватна домаћинства          | Екстериторијалне организације и тела | Непознато            | Непознато                     |
| Мушки  | 121                       | 0                             | 0                                    | 92                   | 92                            |
| Женски | 81                        | 3                             | 0                                    | 26                   | 26                            |
| Укупно | 202                       | 3                             | 0                                    | 118                  | 118                           |

## Индустрија
Од индустрије, у Футогу постоје: «Милан Видак», фабрика жице и жичаних производа, «Арома», фабрика зачина, «Гарант», фабрика делова за моторе, «Футожанка», фабрика сточне хране, «Вагар», израда и сервис вага.

## Саобраћај
Кроз Футог пролазе пут Нови Сад – Бачка Паланка и железничка пруга Нови Сад – Сомбор, док је река Дунав (у смислу пловног пута) лоцирана јужно од насеља.
Футог је са Нови Садом повезан линијама јавног аутобуског превоза бр. 53, 54, 55 и 56., као и међуградским аутобусима из правца Бачке Паланке.

## Образовање
У Футогу постоје следеће образовне установе: ОШ «Десанка Максимовић», ОШ «Мирослав Антић» и Пољопривредна школа са домом ученика. Већина Футожана средње образовање похађа у Бачкој Паланци и Новом Саду.

## Култура
Од Културних установа у Футогу постоји КЦ «Младост», те галерије и градска библиотека.

## Јавне установе
Од јавних установа, у Футогу се налазе Месна заједница "Футог", Дом здравља, полицијска станица, Ватрогасни дом, Старачки дом (Marianum), Дом ученика (Rudolfinum).

## Спорт
У Футогу делују следећи спортски клубови:
- ЖОК Футог
- ОК Футог
- ФОК Футог
- ОК Футог Вест
- РК Металац
- ОФК Футог
- ФК Софекс
- Клуб Борлилачких Спортова Футог
- Клуб Реалног Аикидоа Футог
- Карате Клуб Металац
- КК Техномер Футог
- КК Баскетбал Старс

## Знаменитости
У Футогу постоје следећи значајни објекти:
- Српска православна црква Свети Врачи Козма и Дамјан из 1776. Барокни стил.
- Футошки дворац, данас Пољопривредна школа. Барокно-класицистички стил. Саградио га је гроф Андрија Хадик 1777. У њему су неколико дана пре Сарајевског атентата боравили надвојвода Франц Фердинанд и његова супруга Софија Котек.
- Стари жупни двор из 1777. Припада грађанској архитектури XVIII века.
- Српска православна црква Светог Благовештења 1781-1947. Стил сеоског барока.
- «Рудолфинум» или «Бастиља» из 1893. Стил еклектика. Данас Дом ученика.
- «Марианум» из 1894. Стил историцизам. Данас Геронтолошки центар.
- Римокатоличка црква «Свето Срце Исусово» из 1908. Неоготичка катедрала.
- Ватрогасни Дом из 1909 са торњем из 1932.
- Римокатоличка црква «Свето Тројство» из 1940. Не врши духовну улогу.

## Знаменити Футожани
- Драженко Нинић
- Марко Јелесић
- Милош Јездимировић
- Ђорђе Ђорђевић
- Василије Николић
- Лазар Кнежевић
- Стеван Шијачки
- Петар Карађорђевић
- Младен Шовљаков
- др Светислав Стефановић
- Дезидер Салаи
- др Милан Костић
- др Борислав Костић
- др Светислав Костић
- др Милан Николић
- Стеван Дунђеров
- др Милан Дунђеров
- Хана Дунђеров
- дипл. инж. Душан Дунђеров
- др Душан Јелесић
- др Здравко Јелесић
- др Ђорђе Топалов
- Сретен Ј. Богдановић
- Стеван и Нестор Бошњак
- Милан Видак Видаков
- Франц Хутерер
- Милош Бугарин
- Боривоје Миросављевић
- др Милош Бјеговић Бјега
- др Љуба Шовљаков
- проф. Маринко Пашић Хаџија
- др Огњен Хађи-Зулуф Мандић
- Велимир Брлетић
- Жарко Шкорић
- Никола Шкорић
- Ђорђе Коцкаревић
- пуковник Радован Бабић
- капетан Драган Краљевски
- Вида Павловић
- Драгомир Лалин
- Барбара Бобак
- Бојан Симоновић

## Галерија
- Католичка црква Срца Исусовог у Футогу
- Зграда Пољопривредне школе са домом ученика
- Зграда Пољопривредне школе са домом ученика
- Зграда Пољопривредне школе са домом ученика